# Daniel J. Travanti
Daniel J. Travanti (Kenosha, Wisconsin, 7 de marzo de 1940) es un actor estadounidense.
Su interpretación más reconocida en televisión es por su papel del Capitán Frank Furillo en la serie de televisión de la década del 80 Hill Street Blues.

## Biografía y carrera
Daniel Travanti nació en Wisconsin, de una familia de inmigrantes italianos, con padre granjero y cinco hermanos. Estudió en Harvard y Princeton. Su carrera como actor la llevó a cabo principalmente en la pequeña pantalla, participando durante los años sesenta y setenta en numerosos episodios de conocidas series de TV. El papel clave de su carrera, sin embargo, es el personaje del policía Capitán Frank Furillo el que más popularidad le da en la serie Hill Street Blues en 101 episodios rodados entre 1981 y 1987.
Travanti encarna al protagonista de la serie y ganó un Globo de Oro y dos Emmy (diez nominaciones consecutivas), convirtiéndose en uno de los rostros más conocidos de la televisión de los años ochenta. Posteriormente, su carrera nunca más ha vuelto a tocar la cúspide de Hill Street y sus intervenciones esporádicas vuelven en varias series de televisión, como vale la pena recordar en "Anatomía de Grey" y "Prison Break".

## Filmografía
- Just Cause en 1995.